# منتخب صربيا لكرة الصالات
منتخب صربيا الوطني لكرة قدم الصالات (بالسيريلية الصربية: Футсал репрезентација Србије) هو ممثل صربيا الرسمي في المنافسات الدولية في كرة الصالات .

## وصلات خارجية
- الموقع الرسمي